# Crisi per l'abdicazione di Edoardo VIII

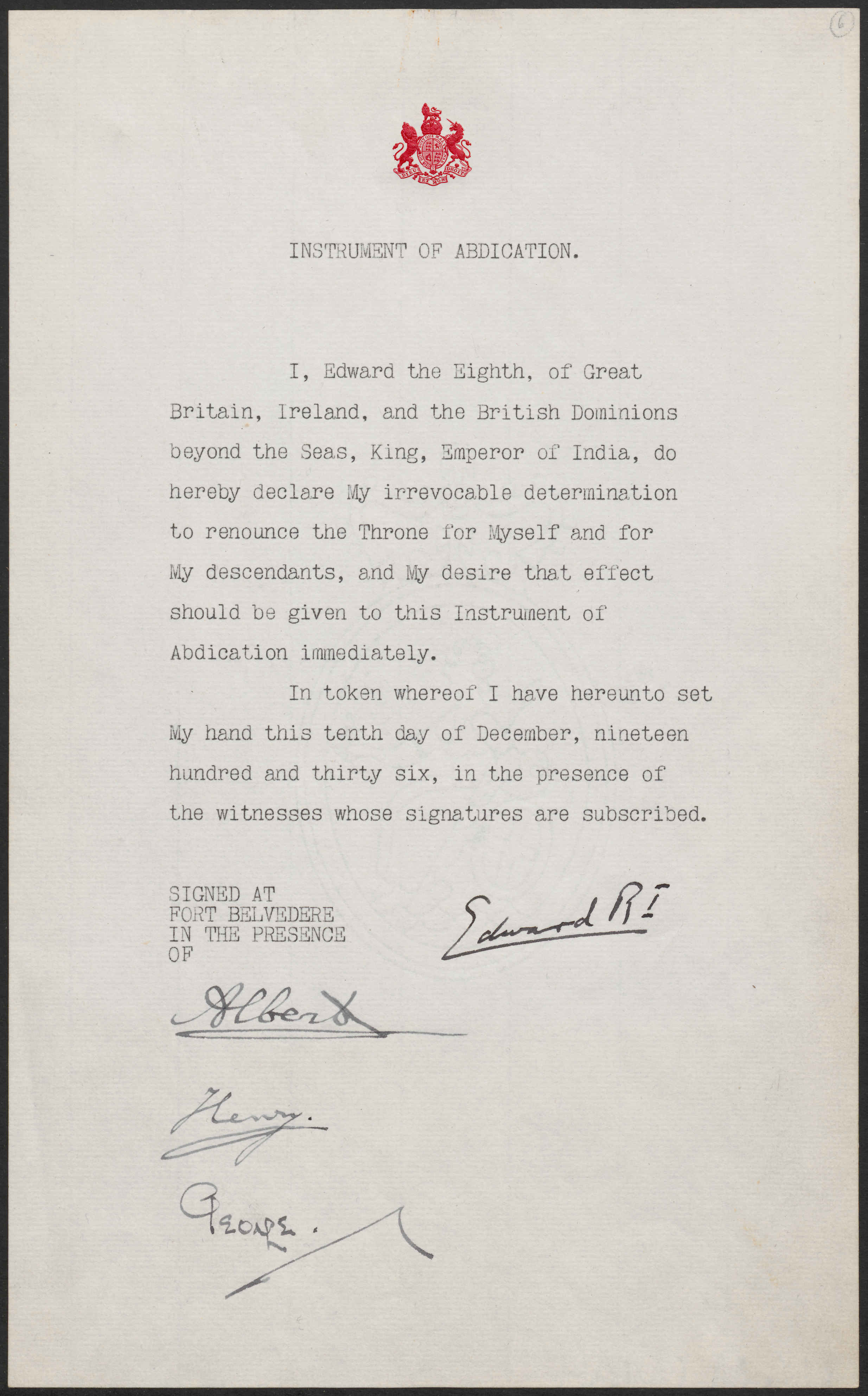
L'atto di abdicazione ufficiale di Edoardo VIII del Regno Unito

La crisi di abdicazione di Edoardo VIII fu una grave crisi costituzionale avvenuta nel 1936 nel Regno Unito. La causa scatenante fu la ferma volontà del re Edoardo VIII di sposarsi con l'americana due volte divorziata Wallis Simpson e si risolse con la volontaria abdicazione del sovrano in favore del proprio fratello minore, che salì al trono con il nome di Giorgio VI del Regno Unito.

## Edoardo e Wallis Simpson

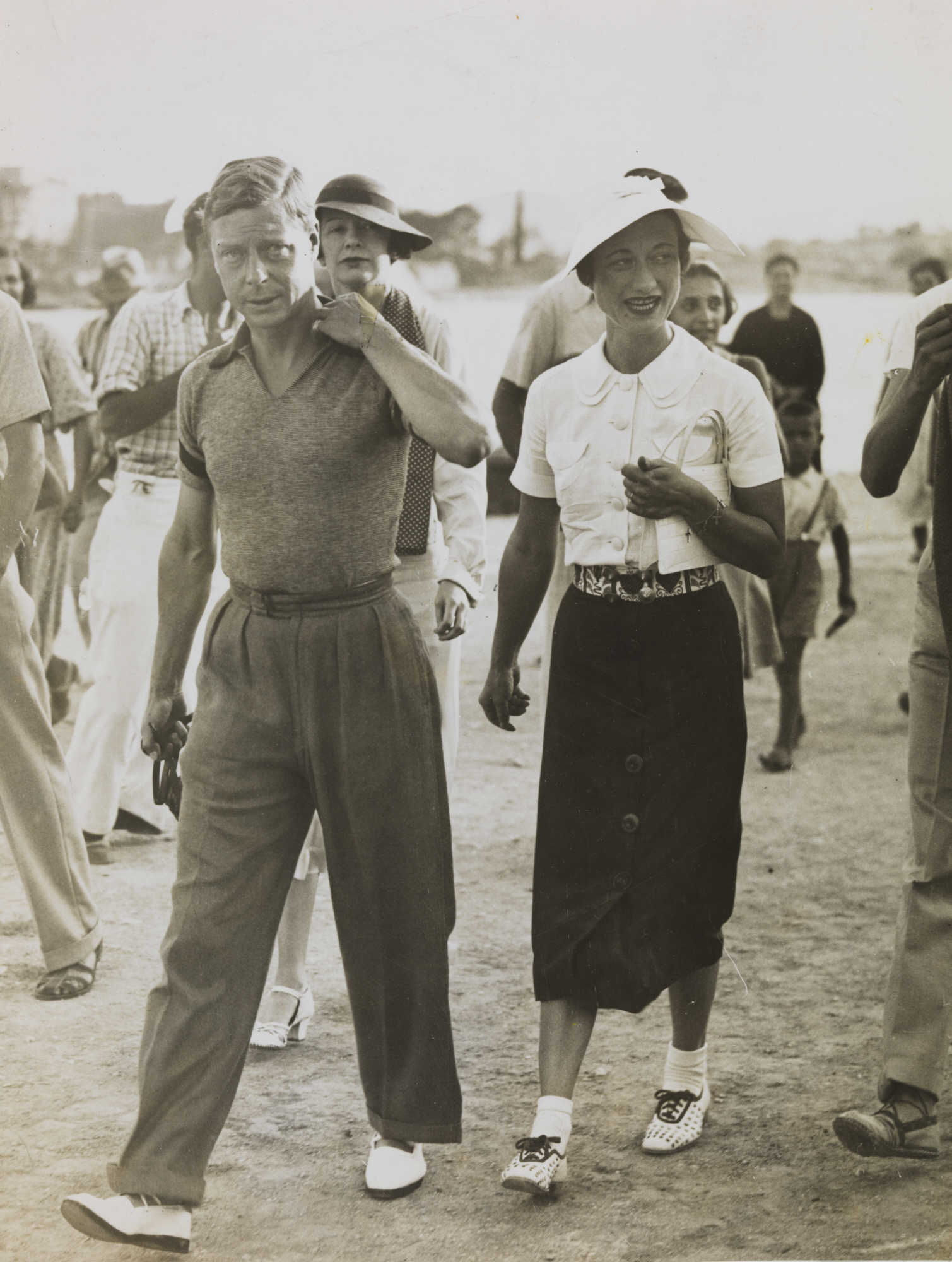
Edward VIII e Wallis Simpson in vacanza in Jugoslavia, nel 1936

Edoardo, figlio primogenito del re Giorgio V del Regno Unito e della regina consorte Maria di Teck, era particolarmente noto negli ambienti mondani, oltre che per il fatto di essere l'erede al trono, anche per il suo aspetto attraente, il suo gusto ricercato in fatto di moda e il suo status di scapolo. Durante gli anni '20 e '30 frequentò molte feste e cerimonie e, durante una di queste occasioni, conobbe l'americana Wallis Simpson.

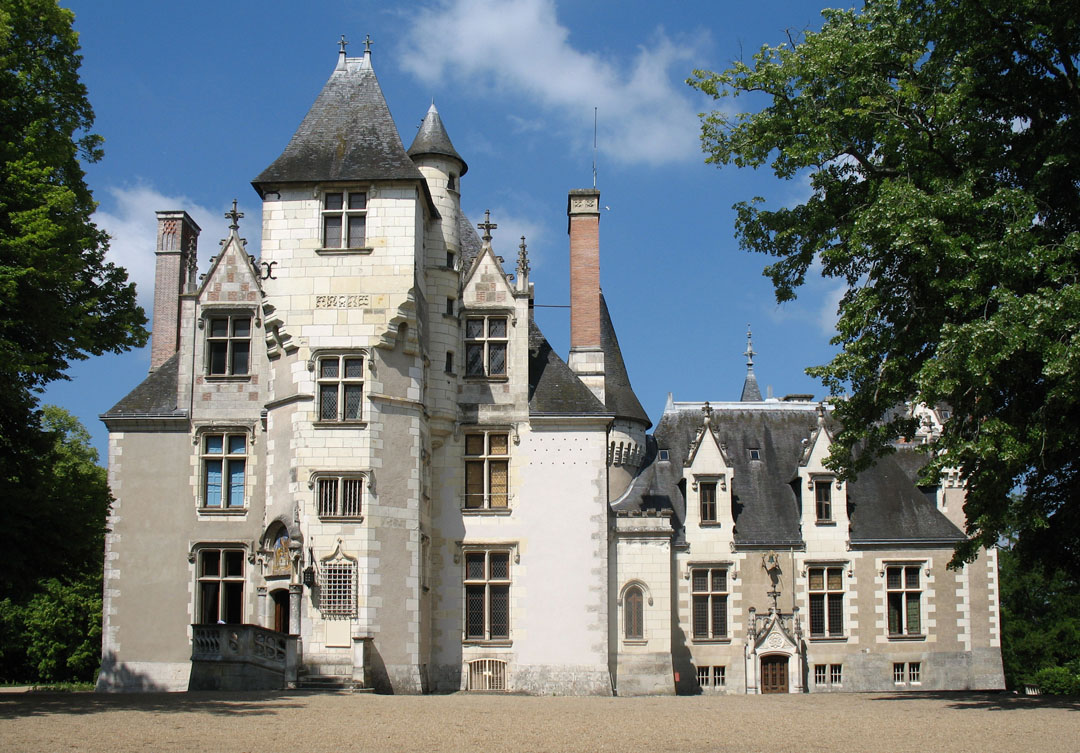
Château de Candé, luogo del matrimonio dei Windsor

Wallis era la moglie dell'uomo d'affari Ernest Aldrich Simpson e in precedenza era già stata sposata con il pilota della US Navy Earl Winfield Spencer, Jr, divorziando da lui nel 1927; secondo alcune fonti, aveva fama di essere una persona ambiziosa e interessata al prestigio sociale. 
Una volta asceso al trono dopo la morte del padre, il 20 gennaio 1936, Edoardo continuò a frequentare Wallis, che divenne in breve tempo una presenza fissa al palazzo reale britannico, in costante assenza del marito di lei. Nell'estate del 1936 Edoardo rinunciò al tradizionale soggiorno estivo nel Castello di Balmoral per intraprendere una crociera nel Mediterraneo con Wallis, senza la presenza del signor Simpson. L'evento ebbe ampio respiro nella stampa americana ed europea, ma la stampa britannica non ne fece parola per non destare scandalo sul nuovo sovrano. Nonostante il silenzio auto-imposto dalla stampa, il popolo britannico venne a conoscenza del fatto grazie ai molti connazionali residenti all'estero, che avevano accesso ai giornali d'oltremanica e d'oltreoceano.
In ottobre nell'alta società britannica circolava già la voce che Edoardo aveva intenzione di sposare Wallis appena possibile; alla fine del mese la Simpson avviò le pratiche per il divorzio dal marito e la stampa americana rese pubblica la notizia, ritenendo il matrimonio imminente.
Il 13 novembre 1936 il segretario privato del Re, Alexander Hardinge, coadiuvato da alcuni ministri, scrisse al sovrano facendogli notare che la stampa non riusciva più a mantenere il silenzio su un evento di tale portata e che era necessario fare chiarezza, e lo avvertì che, se la notizia fosse stata confermata, il popolo l'avrebbe fortemente disapprovata (come suggerivano le reazioni in Canada, dove la notizia era già di dominio pubblico) e gli effetti sarebbero stati calamitosi.
Il 16 novembre 1936 Il Re convocò il Primo Ministro Stanley Baldwin a Buckingham Palace e gli comunicò la propria intenzione di sposare Wallis Simpson. Baldwin fece nuovamente presente al sovrano che il popolo non avrebbe approvato il matrimonio e non avrebbe accettato la Simpson come regina; anche Stanley Bruce, High Commissioner australiano a Londra, provò verosimilmente disapprovazione nell'apprendere dell'intenzione di matrimonio. John Buchan, governatore generale del Canada, andò oltre, affermando che, nonostante il grande affetto che nutriva per il Re, il popolo canadese si sarebbe sentito insultato dal fatto che il sovrano sposasse una donna divorziata con due ex mariti ancora in vita.
Nonostante tutto, la stampa britannica continuò a non proferire parola, anche se la notizia era ormai nota al grande pubblico, fino a quando Alfred Blunt, vescovo di Bradford, durante un discorso, fece un'allusione interpretata dai media come il primo commento ufficiale di una figura pubblica rilevante sulla crisi
Il 3 dicembre, nel tentativo di sfuggire alle pressioni della stampa, Wallis lasciò il Regno Unito per spostarsi nel Sud della Francia; secondo diverse cronache, la separazione ebbe un forte impatto emotivo su Edoardo al punto che dopo breve tempo i due si riunirono ignorando i pettegolezzi.

## Obiezioni al matrimonio
Le opposizioni al matrimonio provenivano da diverse direzioni, con le motivazioni più disparate:

### Sociali
La scelta di una donna appartenente al ceto medio irritò notevolmente la nobiltà che costituiva la corte inglese; per contro, questo aspetto fu visto favorevolmente da chi ritenne che il Re stesse facendo un tentativo di modernizzare la monarchia. La scelta della Simpson fu però criticata anche da molti esponenti del ceto medio, in quanto la donna era ritenuta una persona poco raffinata, dotata di modi di fare assolutamente inconciliabili con le rigide esigenze di protocollo che da sempre devono essere seguite dai consorti di tutti i membri della famiglia reale britannica. La Simpson aveva inoltre, come già accennato, una chiara fama di arrampicatrice sociale, e molti nell'opinione pubblica ritennero che in realtà il suo interesse per il Re fosse unicamente di natura monetaria.

### Religiose
Edoardo VIII è stato il primo monarca britannico a proporre il matrimonio a una donna divorziata. La collegabile vicissitudine di Enrico VIII, che nel 1533, per potersi separare da Caterina d'Aragona e sposare Anna Bolena, determinò la separazione della Chiesa d'Inghilterra da quella di Roma e la nascita della Chiesa anglicana, differisce da quanto si trovò ad affrontare Edoardo VIII per il fatto che Enrico non divorziò dalla prima moglie, ma ottenne (da Egli stesso, poiché il Papa non lo autorizzava) che il matrimonio venisse dichiarato nullo; la dichiarazione di nullità del matrimonio è un concetto ben diverso dal divorzio, in quanto un matrimonio dichiarato nullo è considerato come se non fosse mai stato celebrato, mentre il divorzio considera terminato il matrimonio ma ne ammette la passata esistenza.
L'arcivescovo di Canterbury Cosmo Lang riteneva che il Re, come capo della chiesa d'Inghilterra, non potesse sposare una divorziata, in quanto la Chiesa anglicana non ammetteva che persone divorziate potessero risposarsi mentre gli ex coniugi erano ancora in vita; agli occhi ecclesiastici, Wallis Simpson era ancora sposata di fronte a Dio con il suo primo marito, ancora vivente, pertanto Edoardo VIII, se si fosse sposato con la Simpson, altro non sarebbe stato che il concubino di un'adultera, ed essendo il Re del Regno Unito ex officio anche capo della Chiesa anglicana, tale situazione avrebbe creato un'inaccettabile contraddizione.

### Legali
Il primo matrimonio della Simpson era stato sciolto da un giudice statunitense con la motivazione di "incompatibilità emotiva". Questa ragione era sufficiente per ottenere il divorzio civile negli USA ma non nel Regno Unito, in quanto la legge britannica riconosceva il divorzio civile solo ed esclusivamente per adulterio di uno dei due coniugi. Secondo le leggi britanniche, la Simpson era ancora legalmente sposata al primo marito, pertanto non sarebbe stato possibile per lei celebrare un qualsiasi altro matrimonio nel Regno Unito, in quanto sarebbe incappata nel reato di bigamia.

### Morali
I ministri del regno e il resto della famiglia reale ritenevano che la storia personale e gli atteggiamenti della Simpson fossero inaccettabili per una donna chiamata a ricoprire i doveri istituzionali propri della moglie di un Re. In tutte le cerimonie e i ricevimenti in cui veniva invitata, destavano scalpore il comportamento disinibito della donna e il modo in cui trattava Edoardo.
La regina madre Maria sostenne in privato in più occasioni che Wallis Simpson riusciva a esercitare un controllo di natura sessuale su Edoardo, ritenendo in particolare che il figlio considerasse Wallis l'unica donna in grado di "curarlo" da una disfunzione sessuale tramite pratiche apprese da alcune prostitute cinesi; dello stesso avviso era il medico Alan Campbell Don, che scrisse che il Re era una persona "sessualmente anomala" e Wallis Simpson riusciva ad approfittare della condizione del sovrano per esercitare su di lui un notevole controllo. Il biografo Philip Ziegler fece più volte notare di aver notato un tratto sadomasochistico nella loro relazione, in quanto non solo Wallis trattava Edoardo in modo spregiudicato, ma il Re, dal proprio canto, sembrava trarre piacere da ciò.
Durante il periodo di fidanzamento alcuni investigatori della polizia tennero sotto osservazione Wallis Simpson e scoprirono che essa, oltre a frequentarsi con il Re, aveva un'altra relazione con un meccanico e venditore di auto di nome Guy Trundle. Si mormorava anche che Wallis fosse stata amante anche di Edward FitzGerald, VII Duca di Leinster.
A causa di tutti questi pettegolezzi, l'ambasciatore americano Joseph Kennedy (padre del futuro presidente John Fitzgerald), che incontrò la Simpson in alcune occasioni, la etichettò senza mezze misure con il termine tart (traducibile come sgualdrina), e sua moglie Rose rifiutò addirittura di averla a cena.
Edoardo era a conoscenza di tutti questi pettegolezzi, ma non vi diede mai importanza, bollandoli ciecamente come menzogne e non volendo mai approfondirli.
In conclusione, molte persone a corte e nel governo, tra cui il futuro primo ministro Neville Chamberlain, ritenevano che Wallis Simpson fosse una donna priva di scrupoli che frequentava Edoardo solo ed esclusivamente perché aveva trovato in lui una persona ricca, potente e facile da manipolare, capace di garantirle l'appartenenza al bel mondo e alla vita agiata a cui lei aspirava.

### Politiche

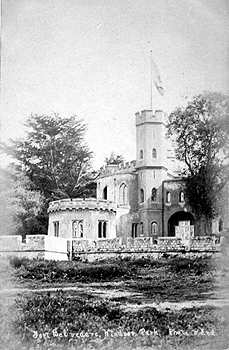
Fort Belvedere, Surrey, residenza di Edoardo a Windsor Great Park

Edoardo espresse più volte opinioni politiche in pubblico; ad esempio, visitando alcune miniere in crisi per via della Grande depressione in Galles, affermò che bisognava fare qualcosa, lasciando intendere di voler interferire con le attività politiche e assumere un ruolo attivo nel governo del paese, cosa che i monarchi britannici da sempre evitavano accuratamente per via del complesso e delicato sistema di bilanciamento dei poteri nel Regno Unito. Il Lord presidente del Consiglio Ramsay MacDonald disse chiaramente che in futuro queste esternazioni del Re avrebbero dovuto essere limitate. In seguito a questo evento Edoardo guadagnò popolarità presso il popolo, che poi però immediatamente perse quando iniziò a disertare importanti eventi pubblici (e in seguito anche le riunioni di Stato) per poter essere libero di incontrare Wallis. Grandi polemiche divamparono quando il Re rifiutò di presenziare all'inaugurazione di un nuovo reparto ospedaliero ad Aberdeen e si giustificò dicendo di essere troppo in pensiero per la salute del padre Giorgio V (che effettivamente soffriva di problemi sanitari cronici da molti anni e sarebbe morto poco dopo), ma il giorno seguente venne fotografato mentre era in vacanza con la Simpson.
Quando era Principe di Galles, Edoardo aveva definito i politici di sinistra con l'appellativo cranks (folli) e in alcuni discorsi aveva criticato l'operato del governo. Anche una volta salito al trono si dimostrò una persona poco incline a seguire i consigli dei politici, ad esempio contraddicendo il proprio governo quando si dichiarò contrario alle sanzioni economiche all'Italia fascista conseguenti all'invasione dell'Etiopia voluta dal dittatore Benito Mussolini. Espresse inoltre più volte disprezzo per la Società delle Nazioni.
Durante la sua permanenza nel Regno Unito, Wallis Simpson non fece mai mistero delle proprie simpatie per il dittatore nazista Adolf Hitler e per questo fu anche sospettata di essere un'agente al servizio della Germania. Il Foreign Office entrò in possesso di alcuni dispacci tedeschi in cui l'ambasciatore Joachim von Ribbentrop esprimeva preoccupazione in quanto l'opposizione al matrimonio tra Wallis ed Edoardo avrebbe danneggiato le attività a favore della Germania della Simpson. Il fatto che la Simpson avesse libero accesso allo studio del Re (e ai documenti che vi si trovavano) nella sua residenza a Fort Belvedere fece tremare molte personalità politiche.
Le accuse non furono mai provate in modo definitivo, tuttavia anche il Federal Bureau of Investigation statunitense era in possesso di documenti che collegavano Wallis Simpson a von Ribbentrop, suggerendo che l'ambasciatore tedesco fosse addirittura uno dei suoi tanti amanti; a Londra circolava una voce secondo cui l'ambasciatore inviava molto frequentemente alla futura duchessa mazzi di fiori.

### Nazionalistiche
Le relazioni diplomatiche tra Regno Unito e USA non erano ottimali in quel momento storico, pertanto la maggior parte della popolazione era riluttante ad accettare l'idea di avere una regina consorte americana e non inglese, o perlomeno britannica.

## Soluzioni proposte

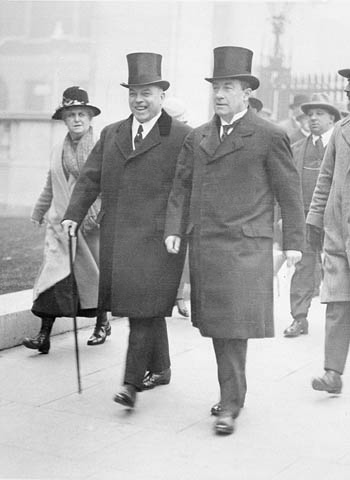
Il Primo Ministro canadese William Lyon Mackenzie King (sinistra) e la sua controparte britannica Stanley Baldwin (destra), 1926

Il capo del governo canadese William Lyon Mackenzie King scrisse a Edoardo dicendogli che era legittimo assecondare ciò che percepiva a livello sentimentale, ma suggerendogli di anteporre i suoi doveri di Re al suo sentimento per Wallis. Anche il capo del governo britannico Stanley Baldwin disse al Re che il popolo si opponeva decisamente al suo matrimonio con la Simpson e che, qualora lui fosse rimasto fermo nelle sue intenzioni, il governo si sarebbe dimesso in massa. Di fronte a questa possibilità Edoardo disse chiaramente che intendeva comunque sposare Wallis appena possibile e che se ciò avesse comportato dimissioni e disordini sarebbe stato pronto ad andarsene. Di fronte a queste parole, Baldwin vide tre possibili scenari:
1. Edoardo e Wallis si sarebbero sposati, lui sarebbe rimasto sul trono e lei sarebbe diventata regina;
2. Edoardo e Wallis si sarebbero sposati, lui sarebbe rimasto sul trono ma lei non sarebbe diventata regina (un matrimonio morganatico);
3. Abdicazione di Edoardo, valida per sé stesso e per tutti i propri discendenti avuti con Wallis Simpson.

I capi di governo dei cinque maggiori Stati sotto la corona britannica (Australia, Canada, Nuova Zelanda, Sudafrica e Stato Libero d'Irlanda) furono consultati dal governo britannico e dal Re. La prima opzione non fu mai considerata e fu scartata a priori da tutti. La seconda opzione inizialmente sembrava quella più probabile, in quanto a livello europeo vi erano dei precedenti (tra cui Alessandro di Württemberg, il bisnonno del Re), ma non aveva nessun parallelo con la storia britannica e soprattutto solo Michael Joseph Savage (primo ministro della Nuova Zelanda) l'aveva definita possibile a certe condizioni, mentre William Lyon Mackenzie King (Canada), Joseph Lyons (Australia), Éamon de Valera (Irlanda) e James Barry Munnik Hertzog (Sudafrica) si erano opposti fermamente anche a tale soluzione. Baldwin consultò anche i principali leader dell'opposizione, il laburista Clement Attlee e il liberale Archibald Sinclair, nonché il conservatore Winston Churchill; i primi due si espressero a favore della terza soluzione mentre Churchill disse che avrebbe supportato il governo. Successivamente anche Churchill cambiò idea, ritenendo che fosse una buona soluzione convincere Baldwin e il Re a prendere tempo rimandando il matrimonio, nella speranza che la sua infatuazione per Wallis Simpson si esaurisse.
Il 5 dicembre il Re richiese e ottenne di rivolgersi al popolo via radio e nel messaggio annunciò che avrebbe abdicato e sposato Wallis.

## Abdicazione

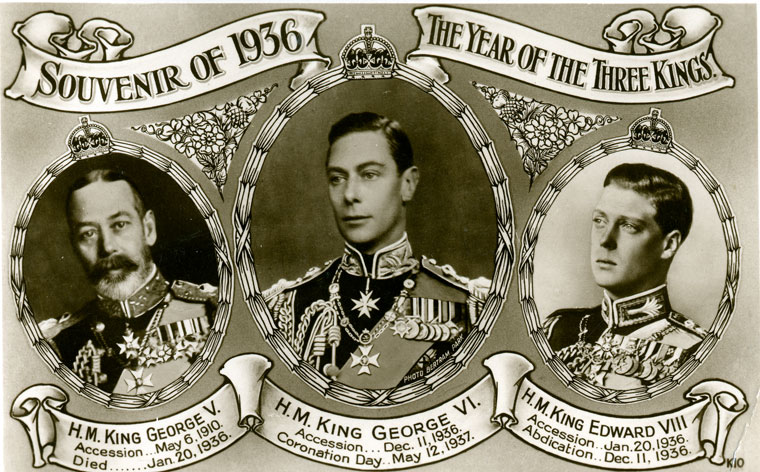
Cartolina che commemora "l'anno dei tre Re", 1936

A Fort Belvedere, il 10 dicembre, Edoardo firmò l'atto ufficiale di abdicazione alla presenza dei suoi tre fratelli Albert (che gli sarebbe succeduto sul trono con il nome di Giorgio VI), Henry e George. Il giorno seguente il parlamento si riunì per votare l'His Majesty's Declaration of Abdication Act 1936, che ratificò l'abdicazione. Secondo la legge britannica, ogni Stato membro del Commonwealth avrebbe dovuto ratificare l'atto tramite il proprio parlamento; questo portò alla preoccupazione che uno o più Stati non lo ratificassero e che ciò potesse creare uno scisma all'interno del Commonwealth. Questo però non accadde e tutti i parlamenti, in tempi più o meno brevi, ratificarono l'atto.
Il giorno 11 Edoardo parlò nuovamente alla radio, chiarendo ancora una volta i motivi che lo avevano portato alla sua scelta e affermando che non avrebbe potuto svolgere il suo lavoro di Re senza il supporto della donna che amava.
Essendo rimasto sul trono solamente per 326 giorni, Edoardo VIII risulta tra i monarchi britannici ad aver regnato per meno tempo; risulta inoltre, a oggi, l'unico sovrano nella storia del Regno Unito ad aver volontariamente rinunciato al trono.

## Duca e Duchessa di Windsor

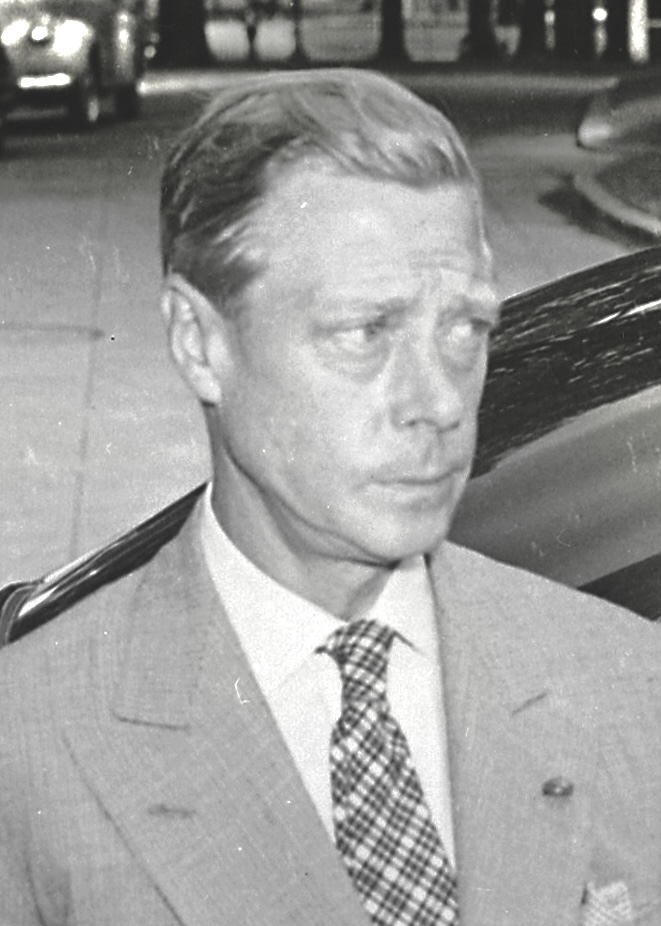
Edoardo, Duca di Windsor, nel 1945

Giorgio VI concesse al fratello il trattamento di altezza reale e il titolo di Duca di Windsor il 12 dicembre 1936, due giorni dopo la firma ufficiale dell'abdicazione, anche se il documento formale fu firmato solo l'8 marzo dell'anno seguente. Al contempo Giorgio VI dovette acquistare Balmoral Castle e Sandringham House da Edoardo, perché queste due tenute erano proprietà esclusiva dell'ex sovrano e non si trasmisero con l'abdicazione. Inizialmente Edoardo e la Simpson si spostarono in Austria, per poi stabilirsi in Francia.
Il 3 maggio 1937 il secondo divorzio di Wallis Simpson fu finalizzato e il successivo 3 giugno la coppia poté finalmente sposarsi, al castello di Candé, in Francia. Con il matrimonio Wallis divenne a tutti gli effetti Duchessa di Windsor, tuttavia la settimana prima del matrimonio re Giorgio VI emise una lettera patente in cui negava il titolo di altezza reale alla cognata ed escludeva la trasmissione del titolo agli eventuali figli della coppia.
Dopo il matrimonio i duchi mantennero sempre rapporti molto freddi e sporadici con il resto della famiglia reale e vissero in Francia per la maggior parte della loro vita. Edoardo poté godere di un vitalizio concessogli dal fratello, che integrava con l'attività di scrittore e imprenditore (che lo vide coinvolto anche in attività illegali).
Durante la seconda guerra mondiale il Duca fu inviato nei Caraibi come Governatore delle Bahamas; è diffuso il sospetto che tale incarico sia stato assegnato più per il desiderio di allontanare Edoardo dall'Europa che per reale convinzione sulle sue capacità, in quanto, come già detto, le simpatie di Edoardo e di sua moglie per Hitler e per il nazismo erano ben note già da prima dell'abdicazione.
Edoardo e Wallis Simpson non ebbero figli e rimasero sposati fino alla morte di lui, avvenuta nel 1972; lei morì invece nel 1986.